# اتاقی از آن خود

اتاقی از آن خود از مشهورترین کتاب‌های ویرجینیا وولف (۱۸۸۲–۱۹۴۱) نویسنده انگلیسی است که در سال ۱۹۲۹ در ۴۷ سالگی وولف منتشر شد. این کتاب در کلاس‌های آیین نگارش پایه‌های مختلف تحصیلی دانشگاهی تدریس می‌شود. علاوه بر اهمیت شیوه نگارشی آن، این کتاب ویژگی‌های نثر مدرنیستی را در مقاله‌نویسی وارد کرده و سبک جدیدی ایجاد کرده‌است. گذشته از این، اتاقی از آن خود را شکل دهنده جریان نظری فمینیستی و به‌طور خاص نقد ادبی فمینیستی می‌دانند.
این کتاب بستری برای خواننده ایجاد کرده است که در آن خواننده میتواند خودش را به جای "من" داستان جایگزین کند و اتفاقات را از دید خودش ببیند و راحت تر رویداد ها را تجربه کند.بخش اعظم کتاب اتاقی از آن خود به نقد برمیگردد؛نقد نویسندگان و شاعران تحلیل کارشان و مقایسه آن ها با یکدیگر. در این کتاب ویرجینیا قلم نویسندگان تازه کار آن زمان را نیز بررسی و نقد میکند.فقط به این صورت نیست که تمام حرف و سخنش من باب کار های شکسپیر یا اشخاص بزرگی چون جورج الیوت یا خواهران برونته یا جین استین باشد بلکه سعی کرده گریزی به کار های متفاوت بزند و به خودش اجازه تحلیل را بدهد.همچنین از شاعرانی چون کریستینا روستی صحبت به میان می آورد و شعر هایش را تجلیل میکند.
به طور کلی این کتاب را میتوان برای اشخاصی جالب دانست که به ادبیات و نقد ادبی فیمنیستی و اثار غیر داستانی علاقه‌مند باشند؛چرا که این اثر ویرجینیا را باید جزو ادبیات غیر داستانی به حساب اورد.

## موضوع

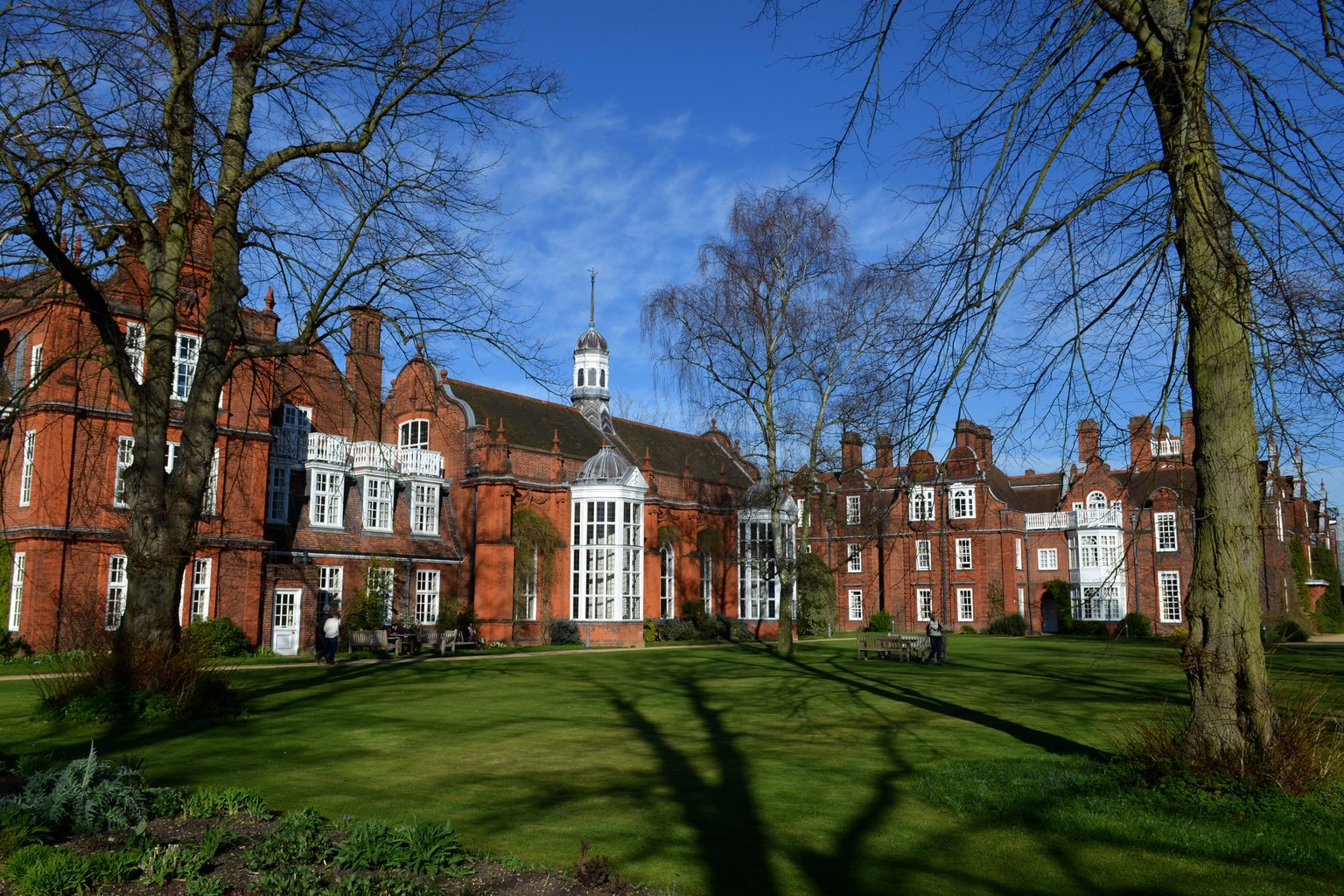
سالن غذاخوری کالج نیونهام، دانشگاه کمبریج در مارس 2014.

وولف این کتاب را پس از سخنرانی‌های «زن و داستان» در کالج نیوهام و کالج گرتن در اکتبر ۱۹۲۸ و نوشتن مقاله‌ای با همین نام در در مجله ادبی فوروم در نیویورک نوشت. این کتاب در ۲۱ اکتبر ۱۹۲۹، یک سال پس از سخنرانی‌ها منتشر شد. در اوایل آن سال ویرجینیا وولف بیمار شد و در بستر بیماری به فکر نوشتن این کتاب افتاد. دفترخاطراتش نشان می‌دهد که قصد داشته نوشتن امواج را آغاز کند اما فکر اتاقی از آن خود رهایش نمی‌کند و بر آن می‌شود که آن را با سبکی نو، «نیمی محاوره و نیمی گفتگوی درونی» بازنویسی کند. او کتاب را سه ماه بعد از نوشتن مقاله و در عرض یک ماه به پایان برد، چنانکه خود نوشته است: 
«با چنان سرعتی می‌نوشتم که وقتی قلم به دست می‌گرفتم مثل بطری آبی بودم که سر و ته شده باشد. با نهایت سرعتی که می‌توانستم می‌نوشتم؛ بیش از حد سریع، چون حالا برای تصحیح آن نوشته‌ها باید زحمت بکشم، اما این روش به آدم آزادی می‌دهد و اجازه می‌دهد از فکری به فکر دیگر بپرد.»
مقالهٔ زن و داستان که در نشریه فوروم به چاپ رسید در سبک آکادمیک و روش استدلالی رایج است اما کتاب اتاقی از آن خود که به همان موضوع می‌پردازد و به نتایج مشابهی می‌رسد شیوه نگارشی خلاقانه و طنزآمیز دارد که «سنّت را به بازی می‌گیرد و مخاطب را همدست خود می‌کند و واقعیت را با خیال می‌آمیزد تا استدلال خود را به موثرترین شیوه ممکن ارائه دهد.»
هر دو این آثار به گمنامی زنان، تاریخ ادبیات زنان، تأثیر سبک و ارزش‌های مردانه در نوشته‌های زنان، خشم و نفرت در هنر و مخاطرات آن برای هنرمند، تحلیل رمان به عنوان ژانر اصلی نوشتار زنان، پیش‌بینی آیندهٔ زن و داستان با توجه به آزادی‌های تازه یافته زنان در اوایل قرن بیستم، توجه به جنبه‌های مادی زندگی و تأثیر آن بر نویسندگی زنان، و امید به پیدایش داستانی شعرگونه و سبکی که به نوشتار زنانه نزدیک‌تر باشد می‌پردازند. در کتاب، موضوع‌های مقایسه موقعیت زنان و مردان در منطقه آکسبریج، خشم مردان و ذهنیت دوجنسی اضافه شده‌است.
علاوه بر اهمیت شیوه نگارشی آن، این کتاب ویژگی‌های نثر مدرنیستی را در مقاله‌نویسی وارد کرده و سبک جدیدی ایجاد کرده‌است. گذشته از این، اتاقی از آن خود را شکل دهنده جریان نظری فمینیستی و به‌طور خاص نقد ادبی فمینیستی می‌دانند. بحث دربارهٔ محرومیت‌های زنان پیش از ویرجینیا وولف نیز وجود داشت، اما می‌توان گفت وولف نخستین کسی است که این مسئله را «در تقابل با گفتمان‌های غالب و پیش فرض‌ها» بررسی می‌کند. کتاب جنس دوم سیمون دوبوار نیز با نگرشی نزدیک مدت کمی پس از این کتاب منتشر شد.
رابطه اتاقی از آن خود با نقد فمینیستی متقابل است و هر یک دیگری را از نو تعریف می‌کنند. کتاب‌های ادبیاتی از آن خودشان اثر الین شوالتر، زن دیوانه در اتاق زیر شیروانی از ساندرا گیلبرت و سوزان گابر، و مجموعه مقالات فمینیستی جدید دربارهٔ ویرجینیا وولف از جین مارکوس به بررسی این ارتباط می‌پردازند.